# Cep (district de Jindřichův Hradec)
Pour les articles homonymes, voir Cep.
Cep (en allemand : Trieschel) est une commune du district de Jindřichův Hradec, dans la région de Bohême-du-Sud, en République tchèque. Sa population s'élevait à 192 habitants en 2020.

## Géographie
Cep se trouve à 10 km au sud-sud-est de Třeboň, à 25 km à l'est-sud-est de České Budějovice, à 29 km au sud-ouest de Jindřichův Hradec et à 132 km au sud-sud-est de Prague.
La commune est limitée par Třeboň et Majdalena au nord, par la rivière Lužnice et la commune de Hamr à l'est, par Suchdol nad Lužnicí au sud et par Jílovice et Hrachoviště à l'ouest.

## Histoire
La première mention écrite du village date de 1404.